# Kuoffeluoppal
Kuoffeluoppal är en sjö i Jokkmokks kommun i Lappland och ingår i Luleälvens huvudavrinningsområde. Sjön har en area på 0,103 kvadratkilometer och ligger 359 meter över havet. Sjön avvattnas av vattendraget Kieptijåkkå.

## Delavrinningsområde
Kuoffeluoppal ingår i det delavrinningsområde (742539-165170) som SMHI kallar för Mynnar i Nautijaure. Medelhöjden är 400 meter över havet och ytan är 46,03 kvadratkilometer. Räknas de 4 avrinningsområdena uppströms in blir den ackumulerade arean 226,27 kvadratkilometer. Kieptijåkkå som avvattnar avrinningsområdet har biflödesordning 4, vilket innebär att vattnet flödar genom totalt 4 vattendrag innan det når havet efter 236 kilometer. Avrinningsområdet består mestadels av skog (72 procent) och sankmarker (24 procent). Avrinningsområdet har 1,08 kvadratkilometer vattenytor vilket ger det en sjöprocent på 2,3 procent.